# Манькі
Манькі (пол. Mańki, нім. Manchengut) — село в Польщі, у гміні Ольштинек Ольштинського повіту Вармінсько-Мазурського воєводства.
Населення — 91 особа (2011).

## Демографія
Демографічна структура станом на 31 березня 2011 року:
|          | Загалом | Допрацездатний вік | Працездатний вік | Постпрацездатний вік |
| -------- | ------- | ------------------ | ---------------- | -------------------- |
| Чоловіки | 47      | 8                  | 36               | 3                    |
| Жінки    | 44      | 7                  | 26               | 11                   |
| Разом    | 91      | 15                 | 62               | 14                   |